# سيدنا السيد (مسلسل)
سيدنا السيد، مسلسل تلفزيوني مصري عرض في رمضان 1433هـ/2012م.

## قصة المسلسل
تبدأ أحداث المسلسل بارتكاب (الديناري) مذبحة كبيرة في البلدة، لتظل المجزرة وصمة تطارد ابنه الثاني الذي يبدأ جمال سليمان في تجسد شخصيته في سن الأربعين عامًا، ليكون هذا هو الفصل الثاني من أحداث المسلسل، الذي يرصد فيه أحداثاً وقعت في سبعينيات القرن الماضي، حيث تبدأ حكاية الابن القادم من القاهرة للعمل كمفتش ري في الصعيد في نجع السيدويقابل (فضلون الديناري) الذي يرى الناس تناديه بسيدنا السيد فهو سيد النجع وحتى عمدة النجع يناديه بسيدنا ويبدأ مفتش الري (عبد ربه)بكتابة مذكرات عن ذلك النجع وعن أهله وعن (فضلون الديناري) ، مما يجعل (فضلون) يغضب منه عندما يعلم، (فضلون الديناري) الرجل غريب الأطوار المليء بالتناقضات ومتقلب المزاج ومتعدد الزيجات، لكنه عندما يلتقي «زبيدة» في ظروف غريبة ويتزوجها...

## بطولة
- جمال سليمان (فضلون الديناري)
- أحمد الفيشاوي (عبد ربه)
- حورية فرغلي (زبيدة)
- هادي الجيار (أسماعيل)
- محمد شومان (مجاويش)
- مروة عبد المنعم (نجاة)
- ميسرة
- مجدي فكري (أبو العلا)
- ياسر الطوبجي (سطوحي)
- محمد ممدوح (جمعة) ابن فضلون الثان
- وليد فواز (ابوالقاسم) ابن فضلون
- محمد جمعة
- ولاء الشريف
- سهر الصايغ
- فايق عزب
- محي الدين عبد المحسن
- ضياء الميرغني
- سعيد الصالح
- رضا إدريس
- أحمد فاروق
- محمد فريد
- مريم سعيد صالح
- محمود مسعود
- تهاني راشد
- ليلى جمال
- جلال عبد القادر
- محمد شاهين
- بدرية طلبة
- محمد خميس
- محمد علي رزق